# Natalia Oreiro
 (mai 2014).
Si vous disposez d'ouvrages ou d'articles de référence ou si vous connaissez des sites web de qualité traitant du thème abordé ici, merci de compléter l'article en donnant les références utiles à sa vérifiabilité et en les liant à la section « Notes et références ».
Natalia Oreiro, née à Montevideo le 19 mai 1977, est une actrice et une chanteuse uruguayenne, possédant également les nationalités espagnoles et russes par naturalisation.

## Biographie
Fille de Carlos Oreiro Poggio et de la peintre Mabel Iglesias Bourie, elle commence sa carrière de mannequin à l'âge de 12 ans, enregistrant près de 30 publicités et faisant partie du la troupe des paquitas de la chanteuse brésilienne Xuxa. À 16 ans, avec le consentement de ses parents, elle déménage à Buenos Aires, où elle commence sa carrière d'actrice dans des telenovelas. En 1998 elle joue le rôle principal dans le film Un argentino a Nueva York. Depuis la seconde moitié des années 1990 elle se consacre également à la musique pop, devenant notamment la première uruguayenne candidate à un Grammy.
Sa carrière prend ensuite de l'importance en Argentine, grâce à des publicités à la télévision et des telenovelas à succès. Sa carrière en tant que chanteuse et actrice de telenovelas l'a rendue célèbre à travers le monde entier (plus spécialement en Europe de l'Est). En 2002 elle s'est mariée avec Ricardo Mollo, meneur du groupe argentin de rock les Divididos.

## Filmographie

### Télévision
- 1994-1995 : Inconquistable corazón
- 1994 : Aprender a volar
- 1995-1996 : Dulce Ana
- 1996-1997 : 90-60-90 modelos
- 1997-1998 : Ricos y famosos
- 1998-1999 : Muñeca brava
- 2002: Kachorra
- 2004 : El Deseo
- 2006-2007 : Sos mi vida
- 2007-2008 : De tout mon cœur
- 2008 : Amanda O
- 2008 : Recuerso Natural
- 2010 : Si dice de mi
- 2011 : Cuando me sonreís
- 2012-2013 : Lynch
- 2013 : Solamente vos
- 2015 : Entres canibales
- 2020 : Got Talent Uruguay

- 2022 : Santa Evita
- 2022 : Iosi, el espía arrepentido

### Cinéma
- 1998 : Un argentino en New York
- 2003 : Cleopatra
- 2005 : La guerra de los gimnasios
- 2006 : V Ritme Tango: Natalia Solanos
- 2007 : La peli
- 2007 : Las vidas posibles
- 2009 : Francia
- 2009 : Música en espera
- 2010 : Miss Tacuarembó
- 2011 : Mi primera boda
- 2012 : Enfance clandestine de Benjamín Ávila : Charo
- 2013 : Le Médecin de famille (Wakolda) de Lucía Puenzo : Eva
- 2016 : No me arrepiento de este amor : Gilda

## Discographie
- 1998 : Un argentino en New York
- 1998 : Natalia Oreiro
- 2000 : Tu veneno
- 2002 : Turmalina
- 2010 : Miss Tacuarembó

## Récompenses
- Martín Fierro - Meilleur feuilleton pour Sos mi vida - 2007
- Martín Fierro - Meilleure actrice de feuilleton pour Sos mi vida - 2007
- Prix Sud - Meilleure actrice pour Enfance clandestine - 2012